# بيتر هندرسون (لاعب كريكت)
بيتر هندرسون (24 أبريل 1965 في أستراليا - 21 مارس 2010 ببرث في أستراليا) (بالإنجليزية: Peter Henderson)‏ هو لاعب كريكت أسترالي. لعب مع فريق غرب أستراليا للكريكت ‏.

## وصلات خارجية
- بيتر هندرسون على موقع إي آس بي آن كريك إنفو (الإنجليزية)